# 이진 (고려)
이진(李瑱, 1244년 ~ 1321년)은 고려의 문신이다. 본관은 경주(慶州), 초명은 이방연(李芳衍), 자는 온고(溫古), 호는 동암(東菴)이다. 삼한공신(三韓功臣) 이금서(李金書)의 13세손(13대손)이며, 이제현(李齊賢)의 아버지이다.

## 생애
어려서부터 학문과 독서를 좋아하였는데, 유교에 대한 공부를 하여 백가에 박통하고 시에 능하다는 명성이 있었다.
1279년(충렬왕 4), 1280년(충렬왕 5) 두 차례나 문과에 급제했고, 광주사록(廣州司錄)을 거쳐 직한림원(直翰林院)이 되었다.
그 뒤 충렬왕이 문신 관료들의 재질을 시험하고자 시부(詩賦)로써 친히 문신들을 시험하여 9명을 선발할 때 합격했는데 이때 제2등으로 뽑혔다. 기거중서사인(起居中書舍人)이 되었다가 외직인 안동부사로 전임되었다. 안동부사로 나가 선정을 쌓고, 민폐를 없애고 학교를 일으키는 데 공헌하였다.
다시 내직으로 들어와 군부총랑(軍部憁郎)이 되고, 1297년(충렬왕 23) 우사의대부(右司議大夫), 사림원학사(詞林院學士) 겸 시우산기상시(試右散騎常侍)가 되었으며 그 해에 과거 시험을 주관하였다.
이후 국자감대사성을 거쳐 승지가 되었으며, 1303년 전법판서(典法判書)가 되었다.
1307년 무신 정권 이후의 비리를 지적하고 부정부패를 단속할 것 등 시정의 잘못을 상소하여 적폐(積弊)의 일소를 상소하였으며, 상소가 채택되어 정당문학(政堂文學)에 특별히 임명되었다.
그 뒤 상의도첨의사사 찬성사(商議都僉議司事贊成事)가 되었다. 1313년에 충숙왕이 즉위하자 검교첨의정승(檢校僉議政丞)이 되고 임해군(臨海君)에 봉군되었다. 1315년 고시관으로 과거를 주관하여 진사를 뽑았다.
1320년에는 아들 이제현이 과거의 고시관이 되어 새 문생(門生)을 거느리고 잔치를 열어 그의 수(壽)를 칭송하자 상왕인 충선왕이 선물로 은병(銀甁) 200개와 쌀 200석을 하사하였다.
그 뒤 검교첨의정승으로 치사(致仕)했다.
은퇴한 뒤에는 학문과 시와 술로 소요하였으며, 1321년(충숙왕 8) 78세로 졸하자 문정(文定)이라는 시호를 받았다.

## 사후
충청북도 충주 도통사(道統祠) 등에 배향되었다.

## 저서
- 《동암집》

## 가족
- 증조 - 이승고(李升高)
  - 조부 - 이득견(李得堅) : 상의직장동정(尙衣直長同正)
    - 아버지 - 이핵(李翮) : 증(贈) 좌복야(左僕射)
    - 어머니 - 김해(金海) 김씨(金氏)[5]
      - 형 - 이인정(李仁挺)
      - 동생 - 이세기(李世基) : 밀직사부사(密直司副使)·예문관대제학(藝文舘大提學)·문희공(文僖公)
      - 부인 - 박인육(朴仁育)의 딸
        - 장남 - 이관(李琯)
        - 차남 - 이제현(李齊賢, 1287년 ~ 1367년) : 문하시중(門下侍中)·계림부원군(鷄林府院君)·문충공(文忠公)
        - 3남 - 이지정(李之正)

조선전기의 장군 이종무의 증조부인 장천부원군 이임간은 그와 사촌 형제간이었다.

## 평가와 비판
그는 무신 정권기와 외척 발호로 쌓인 부정부패와 비리의 척결을 주장하였으나 그 자신도 비리문제에 연루되었다.
체구가 크고 마음이 너그러웠다. 그러나 아들 이제현의 세력에 의지하여 남의 노비를 탈취한 것이 많아 호소하는 자가 많았다고 한다.